# The Book of Mozilla
The Book of Mozilla är ett så kallat påskägg i webbläsaren Netscape och Mozilla.
Man kan finna påskägget genom att besöka about:mozilla i Netscape eller Mozilla Firefox.
Beroende på vilken webbläsare och version man använder så kommer man att kunna läsa en av följande texter:

## The Book of Mozilla, 11:9
Mammon sov. Och det återfödda djuret förökade sig på jorden i oräkneligt antal. De förebådade framtiden, och med rävens listighet
offrade de skörd på elden. Och de byggde en ny värld till sin avbild såsom utlovats i den heliga skrift, samt vittnade om djuret för sina barn. Mammon vaknade, och se! det var nu blott
en efterföljare.
från Mozillas bok, 11:9 (tionde upplagan)

## The Book of Mozilla, 7:15
Och så föll till slut odjuret och de otrogna gladdes.
Men allt var icke förlorat, ty ur askan reste sig en väldig fågel.
Fågeln skådade ned på de otrogna och kastade eld och åska uppå dem.
Ty odjuret hade nu återfötts med förnyad styrka, och Mammons anhängare hukade i skräck.
från Mozillas bok, 7:15

## The Book of Mozilla, 15:1
Mammons tvillingar trätte. Deras tvister kastade världen in i ett nytt mörker, och vilddjuret avskydde mörkret. Det började att röra sig snabbare och växte sig allt starkare, och gick åstad och förökade sig. Och vilddjuren bringade eld och ljus till mörkret.
från Mozillas bok, 15:1

## The Book of Mozilla, 6:27
Odjuret fortsatte sina studier med ett förnyat fokus och byggde stora referens -verk, med planer om nya realiteter. Odjuret förde fram sina följare och följeslagare för att skapa en förnyad, mindre form av sig själv, genom skadliga verktyg och skickade ut den över hela världen.
från Mozillas bok, 6:27